# Volkswagen Schwimmwagen
Los Volkswagen Tipo 166 Schwimmwagen (literalmente auto flotante en  alemán) fueron vehículos anfibios todoterreno con tracción en las cuatro ruedas, ampliamente empleados por la Wehrmacht y las Waffen-SS durante la Segunda Guerra Mundial. El Tipo 166 es el vehículo anfibio con mayor producción de la historia. 

## Desarrollo
Los Schwimmwagen empleaban el motor y mecanismos del Volkswagen Tipo 86, el prototipo con tracción a las cuatro ruedas del Kübelwagen, y la tracción a las cuatro ruedas del vehículo multipropósito Kommandeurwagen Tipo 87 «Kübel-Beetle» (utilizado como coche oficial por el ejército alemán), que a su vez estaba basado en el Volkswagen Escarabajo civil. Erwin Komenda, el primer diseñador de carrocerías de Ferdinand Porsche, tuvo que desarrollar una nueva carrocería monocasco debido a que el piso del chasis de los vehículos Volkswagen existentes no era adecuado para moverse con suavidad a través del agua. Komenda patentó sus ideas para el auto flotante en la Oficina Alemana de Patentes.       

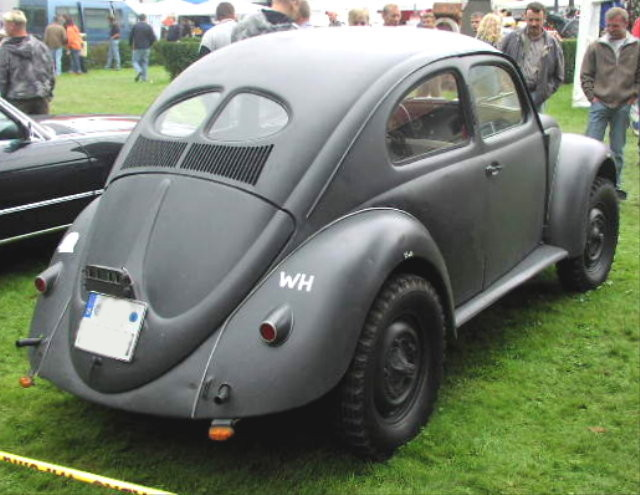
Volkswagen «Kübel-Beetle» Tipo 82E, versión tracción de dos ruedas del Kommandeurwagen Tipo 87 con tracción en las cuatro ruedas

El primer prototipo, el Tipo 128, estaba basado en el chasis del Kübelwagen con una batalla de 240 cm. Las unidades de preproducción del 128, equipadas con carrocerías monocasco soldadas, demostraron que este método de construcción era demasiado débil para ir a campo través, tenían una rigidez torsional insuficiente y se rompían fácilmente en la parte delantera, al igual que en los guardafangos. Esto era inaceptable para un vehículo anfibio. Los modelos de serie (Tipo 166) fueron más pequeños y tenían una batalla de 200 cm. 
Los Schwimmwagen fueron producidos tanto en la fábrica de Fallersleben (Wolfsburg) como en la fábrica Porsche de Stuttgart; las carrocerías (o más bien dicho cascos) eran producidas por Ambi Budd en Berlín. Desde 1941 hasta 1944, se produjeron un total de 15 584 Schwimmwagen Tipo 166, 14 276 en Fallersleben y 1308 en Stuttgart. Con tales cifras, el Schwimmwagen es el vehículo anfibio más producido de la historia.
Solamente 163 Schwimmwagen figuran en el Registro de Schwimmwagen al presente, de los cuales apenas 13 han sobrevivido a la guerra sin ser restaurados.

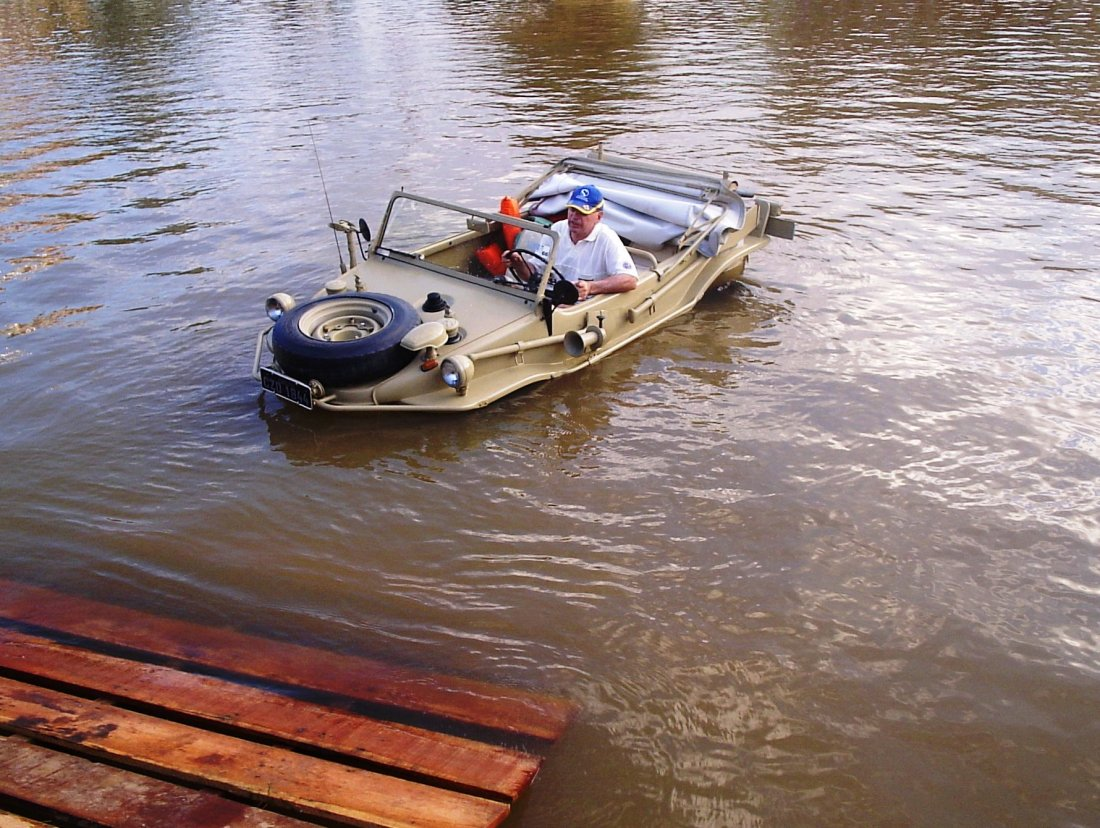
Volkswagen Schwimmwagen (Tipo 166)

## Tecnología
Todos los Schwimmwagen tenían tracción a las cuatro ruedas solo hacia adelante (y en reversa en algunos modelos) y diferenciales autobloqueables ZF en ambos ejes. Al igual que el Kübelwagen, el Schwimmwagen tenía un eje pórtico posterior que le otorgaba una mayor distancia respecto al suelo, a la vez que reducía la tensión del par motor con sus engranajes reductores.   
Al cruzar masas de agua, se bajaba una hélice desde el capó del motor. Tras fijarse, una transmisión simple impulsaba la hélice a través de una extensión del cigüeñal. Esto significaba que la propulsión a hélice solamente estaba disponible hacia adelante. Para retroceder en el agua, se debía usar el remo o poner marcha atrás, permitiendo que la rotación de las ruedas hiciera retroceder lentamente al vehículo. Las ruedas delanteras servían como timones, por lo cual se utilizaba el volante para virar tanto en tierra como en el agua.

## Imágenes

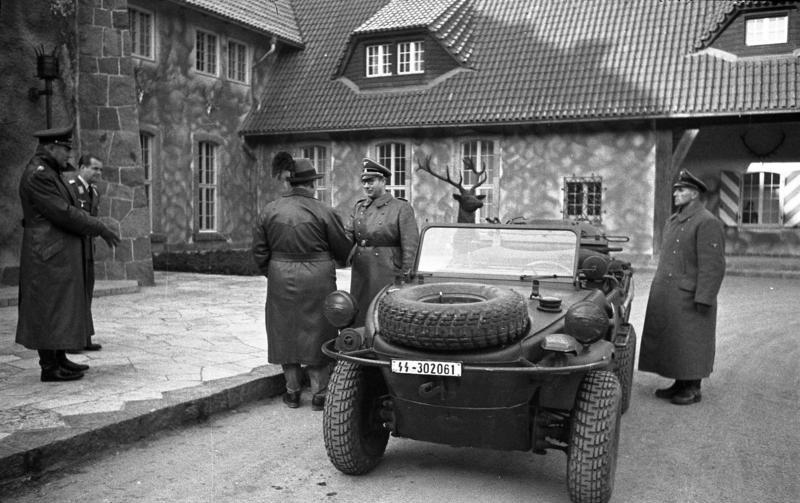
Hermann Göring con un Schwimmwagen en Carinhall
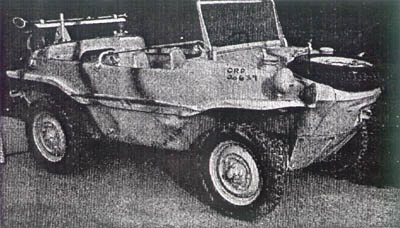
Schwimmwagen en el número de diciembre de 1944 del Boletín de Inteligencia
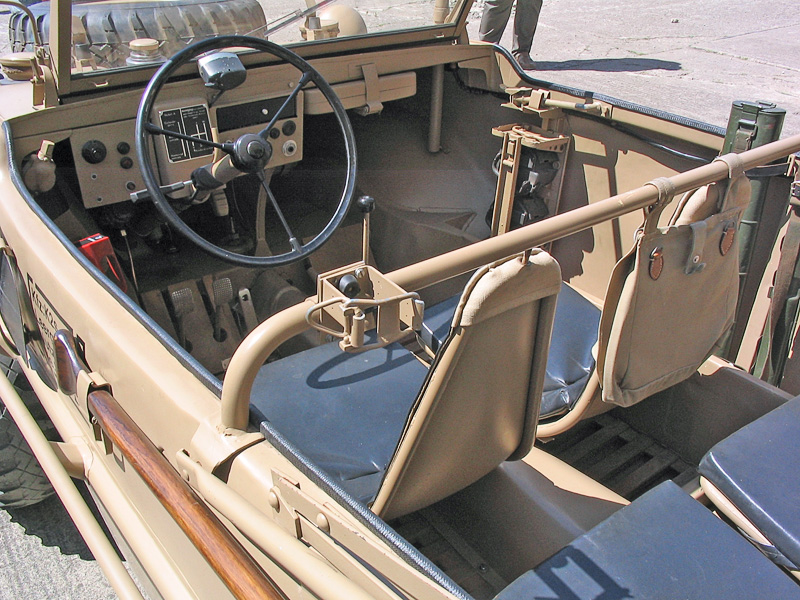
Interior de un Schwimmwagen
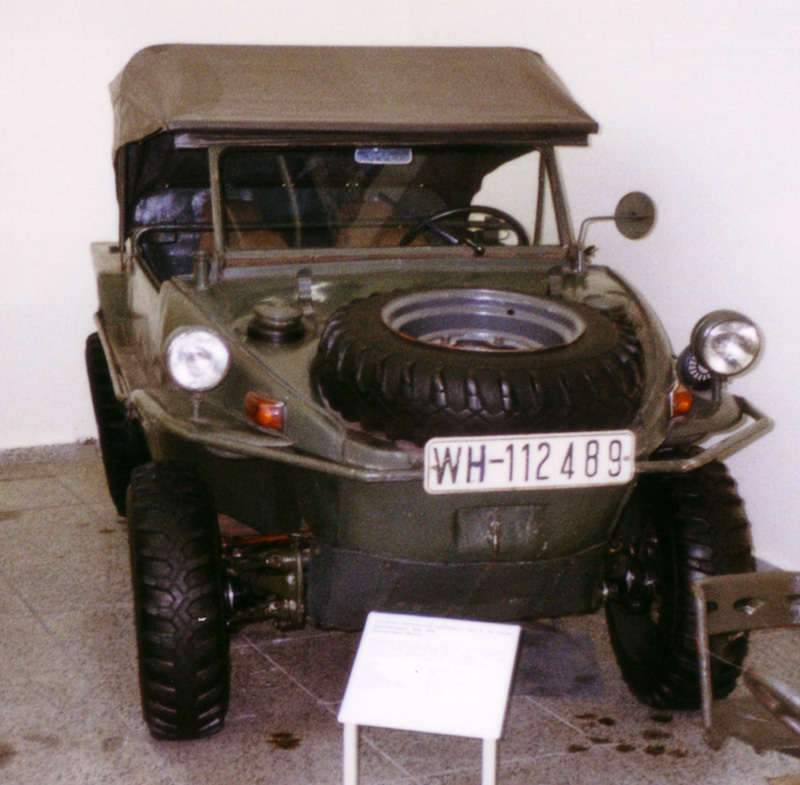
Schwimmwagen en el Museo del Ejército, Dresde
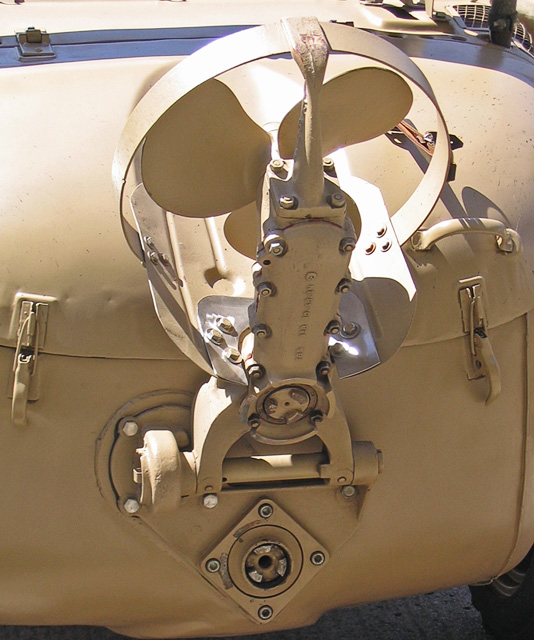
Hélice
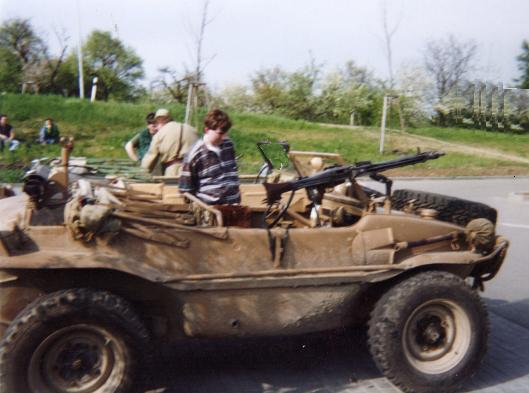
Volkswagen Schwimmwagen con una ametralladora Maschinengewehr 42